# Hildale
Hildale ist eine Stadt (City) im Washington County an der Grenze zwischen Utah und Arizona. Die Einwohnerzahl betrug bei der Volkszählung 2020 1.127 Personen. Gemeinsam mit dem benachbarten Colorado City wird Hildale von einer fundamentalistischen Mormonengruppe bewohnt, dessen Kontrolle sich seit der Wahl eines Nichtkirchenmitgliedes für das Bürgermeisteramt 2017 allerdings abgeschwächt hat.

## Geschichte
Hildale, früher als Short Creek Community bekannt, wurde 1913 von Mitgliedern des Council of Friends gegründet, einer Abspaltung von der in Salt Lake City ansässigen Kirche Jesu Christi der Heiligen der Letzten Tage. Hildale und die angrenzende Stadt Colorado City, Arizona, gehen beide auf diese Siedlungsgründung zurück. Im Jahr 1914 wurde eine kleine Schule gebaut, gefolgt von einem Postamt. Ein Großteil der Geschichte von Hildale ist mit der Fundamentalistischen Kirche Jesu Christi der Heiligen der Letzten Tage (FLDS), einer Polygamistensekte, deren Hauptsitz sich lange hier befand. Während des größten Teils ihrer Geschichte sahen sich die Gemeindemitglieder aufgrund ihrer Lebensweise mit Kontrollen und staatlichen Eingriffen konfrontiert. Im Jahr 1953 ordnete der Gouverneur von Arizona, John Howard Pyle, eine Razzia in der Gemeinde an, die zu zahlreichen Verhaftungen führte. Im folgenden Jahr unternahm die Regierung von Utah den gleichen Versuch im Teil der Siedlung Short Creek, welche zu Utah gehörte. Die Razzien richteten sich gegen die polygame Lebensweise der ansässigen Gemeinde. Die beiden Ereignisse sind unter dem Namen Short Creek Raid bekannt. Bald darauf ändere der Teil von Short Creek in Utah seinen Namen in Hildale um, während der in Arizona zu Colorado City wurde. Hildale wurde 1963 zu einer Town und 1990 zu einer City. Die Gemeindeverwaltung wurde dabei komplett von Angehörigen der Kirche kontrolliert.
Die private Stiftung der FLDS-Kirche, die sich zu einer wohltätigen Stiftung entwickelte, war der United Effort Plan (UEP). Ein wichtiger Bestandteil dieses Trusts war, dass Mitglieder der Kirche ihr Eigentum dem Trust „weihten“ oder schenkten, mit der Maßgabe, dass es bestmöglich genutzt werden würde. Im Januar 2004 konsolidierte Warren Jeffs, der Prophet der FLDS-Kirche und ein wichtiger Gemeindeleiter, die Macht innerhalb der UEP und der Kirche. Er ließ zahlreiche Bewohner des Ortes aus der Kirche exkommunizieren und zwang sie dazu, den Ort zu verlassen, indem er ihre Häuser einzog. 2005 ließ er den Sitz der Kirche nach Eldorado, Texas verlegen. Jeffs, der über 70 Ehefrauen hatte, wurde 2011 in Texas wegen sexuellen Missbrauchs von Minderjährigen zu einer lebenslangen Haftstrafe verurteilt. Am 6. April 2010 vollstreckten Beamte des Bundesstaates Arizona Durchsuchungsbeschlüsse in den Verwaltungsgebäuden der Städte Colorado City und Hildale. Einem Bericht zufolge ging es bei den Durchsuchungsbefehlen um den Missbrauch von Geldern und die Schließung der Abteilung für öffentliche Sicherheit in Hildale. 2016 kam es in einem Gerichtsprozess zu einem Urteil gegen die Stadt wegen mehrerer Verstöße gegen den Fair Housing Act durch die Diskriminierung von Menschen, die nicht in der Gunst der FLDS-Kirche und ihrer Führung standen.
Durch die Affäre um Warren Jeffs sank die Einwohnerzahl in Hildale zwischen 2010 und 2020 um mehr als die Hälfte. Der Staat Utah zog den Besitz der UEP 2005 ein und verkaufte die Häuser an Außenstehende, wodurch sich die Bevölkerungszusammensetzung änderte. 2017 kandidierte Donia Jessop, die die FLDS-Kirche verlassen hatte und erst im Jahr zuvor nach Hildale zurückgekehrt war, erfolgreich für das Amt des Bürgermeisters. Dies war das erste Mal in der Geschichte der Gemeinde, dass eine Frau gewählt wurde, und das erste Mal, dass ein Nichtmitglied des FLDS gewählt wurde. Die Wahl stieß auf großen Widerstand, und die amtierende Stadtverwaltung verweigerte ihr bei Amtsantritt im Januar 2018 anfangs den Zutritt. Etwa einen Monat später traten 11 städtische Bedienstete zurück, von denen mindestens einer erklärte, seine Religion hindere ihn daran, „einer Frau zu folgen und in einem Gremium mit Abtrünnigen zu arbeiten“. Seit diesem Führungswechsel wurden Anstrengungen unternommen, um Menschen, die die Kirche verlassen hatten oder ausgeschlossen wurden, wieder willkommen zu heißen. Dazu gehörte auch die Zusammenarbeit mit den Verantwortlichen von Colorado City, die ähnliche Anstrengungen unternommen haben, um ihre Gemeinde für Außenstehende zu öffnen. So hat sich der Ort für den Tourismus geöffnet.

## Demografie
Nach einer Schätzung von 2022 lebten in Hildale 1.076 Menschen. Die Bevölkerung besteht zu knapp 93 % aus Weißen. Das mittlere Haushaltseinkommen lag bei 65.179 US-Dollar und die Armutsquote bei 28,3 %. Wohnungen in Hildale haben im Median einen Wert von 363.000 US-Dollar, was etwas höher als der landesweite Durchschnitt ist.
| Jahr | Einwohner¹ |
| ---- | ---------- |
| 1970 | 480        |
| 1980 | 1.009      |
| 1990 | 1.325      |
| 2000 | 1.895      |
| 2010 | 2.726      |
| 2020 | 1.127      |

¹ 1970 – 2020: Volkszählungsergebnisse

## Bildung
Die erste Schule für die Kinder des Ortes, als dieser 1914 gegründet wurde, befand sich jenseits der Grenze und wurde von Mohave County, Arizona, finanziert. Anfang 2000 ermutigten örtliche religiöse Führer Familien, ihre Kinder aus den öffentlichen Schulen zu nehmen, und mehr als tausend Schüler aller Klassenstufen wechselten zum Heimunterricht.
2016 wurde die Water Canyon High School in Hildale eröffnet, welche dem Washington County School District untersteht. Im Jahr 2021 eröffnete die Utah Tech University ein Lernzentrum an der High School.